# Passiflora anfracta
Passiflora anfracta là một loài lạc tiên là loài đặc hữu của Ecuador.